# Apoquindo
Apoquindo (del quechua: Apu kintu ‘ramillete de ofrenda para la divinidad; kintu: ramillete de hojas de coca’) es el nombre de una cuenca y asentamiento prehispánico ubicado al oriente de la ciudad de Santiago de Chile, a los pies de la precordillera, en la actual comuna de Las Condes. Este asentamiento fue conocido con el nombre posteriormente del pueblo de indios de Apoquindo y traspasó su toponimia a una hacienda, al cerro Apoquindo, la cascada de Apoquindo, la avenida Apoquindo, al barrio San Carlos de Apoquindo, al Colegio Apoquindo y a otros hitos geográficos y urbanos de esa comuna.
Los límites del Apoquindo son: por el norte el río Mapocho, por el oriente la sierra de Ramón con los cerros Provincia y la Cruz, por el sur la quebrada de Ramón y por el poniente Los Dominicos. En la actualidad estos límites no son tan formales dado que la avenida Apoquindo se extiende mucho más al poniente (Canal San Carlos) hasta el límite con la comuna de Providencia.

## Etimología
Su nombre proviene del idioma quechua ("ramillete de hojas de coca para la divinidad") y significa “ramillete selecto de hojas de coca que se ofrecía al cerro supremo” (que era El Plomo), lo que muestra su relación directa con la veneración que se realizaba en la cultura inca al Apu del valle del Mapocho. Esta era una ceremonia adivinatoria.
Cuando los incas conquistaban una zona elegían como apu al cerro más alto, que pasaba a ser una especie de santuario y al mismo tiempo divinidad que prestaba cuidado y tutelaje a los habitantes de los valles que eran regados por sus cumbres.
El apu de la zona de Apoquindo era el cerro El Plomo y desde ella partían las caravanas para realizar en él la ceremonia conocida como capac cocha.

### Apu y sus significados
De "apu" (que en quechua significa "deidad") proviene la palabra mapudungun "apo", voz desconocida en la actualidad, al menos en esta forma. 
El padre Luis de Valdivia la tradujo como "gobernador"; Andrés Febrés, ampliando, dice: "el gobernador o principal"; Diego Arias de Saavedra le da el significado de jefe. "Apo" se usaba para designar a los gobernadores de los incas en Chile y, después, a los españoles. Alonso de Ercilla tradujo esa voz como "señor o capitán absoluto de los otros" y Pedro de Oña le dio el valor de «Dios, porque Apó es lo mismo que señor»  y su uso está reflejado en su obra Arauco domado.
Así, como "jefe" o "gobernador" Oña lo usa en estas citas: "Venidos ante el grave acatamiento del nuevo Apó, / que atónitos miraron [...]" (Canto IV, p. 90); "El vigilante Apó, no estaba ocioso, / que agora ya los suyos animando (Canto IV, p. 97); Gran opinión del nuevo Apó concibe, / y a socorrelle luego se apercibe" (Canto IX, p. 220).
Y como "Dios" en la siguiente: Es el inmenso Apó tan justiciero / que no hay dejar amigo ni enemigo, / aquel sin premio, ni éste sin castigo, / cumpliendo el plazo y término postrero [...]	 (Canto XIII, p. 290)
En la primera acepción la hallamos empleada dos veces en el Purén indómito, de Arias de Saavedra (anteriormente atribuido a Fernando Álvarez de Toledo, pp. 24 y 33: "A nuestro Apó sabed que ya le han muerto [...] / Y si el mismo Virrey acá no viene / a otro Apó enviará tal cual conviene [...]".  También en la carta del compañero de Ercilla, Julián de Bastida, a García Hurtado de Mendoza (fechada en noviembre de 1563), quien pone el término en boca de Colo Colo: "[...] y que si tuviera la diligencia del Apó pasado, pudieran tener esperanza de salvar [...]"

## Edad y formación
Apoquindo es una cuenca de lomas poco pronunciadas producidas por el retroceso de un glaciar en último período cuaternario hace unos 12.000 años (Glaciación wisconsiense), está ubicada en el extremo norte de la sierra de Ramón la cual tiene una edad de entre 1,8 y 2 millones de años y comenzó su proceso de formación por orogénesis hace más de 10 millones de años, cuando aparece la Falla de Ramón, que actúa en un sentido vertical, levantando toda la sierra a una razón de 0.02 mm/año. Esta falla cruza en sentido suroeste - noreste la cuenca de Apoquindo, y es producto de los procesos tectónicos que llevaron al levantamiento de la cordillera de los Andes y que está permanentemente actuando cada vez que ocurren grandes desplazamientos de la placa de Nazca bajo la placa Sudamericana, generándose zonas de acumulación de energía que son liberados en la falla de Ramón, prueba de esta actividad geológica es la presencia en la zona de Apoquindo de 4 vertientes de agua mineral que presentan temperaturas entre los 18° y 23°. La existencia de estos manantiales llevó a la creación de los Baños de Apoquindo en la década de los años 20 del siglo XX.

## Historia

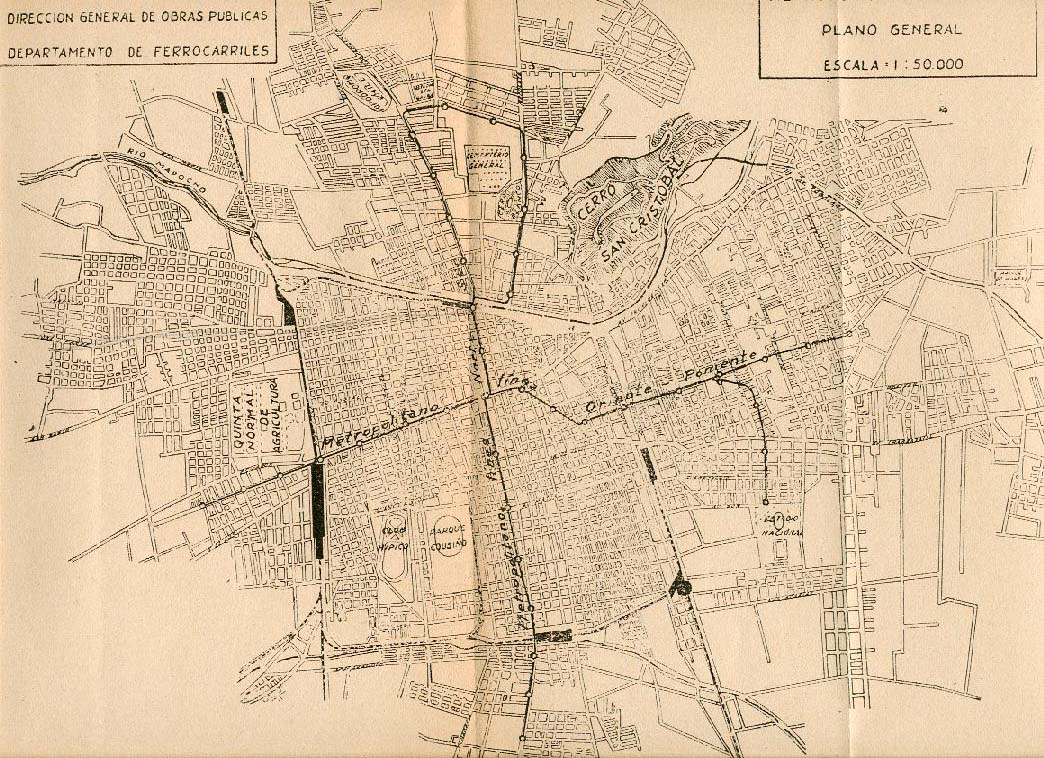
En 1944 existían muy pocas casas al oriente del Canal San Carlos.

Con la invasión de los incas del valle de Santiago, que dio comienzo al período promaucae, es posible realizar un primer acercamiento histórico al desarrollo cultural de la zona del Apoquindo.
Con la llegada de Pedro de Valdivia comienza la conquista española. Se inicia el pueblo de indios de Apoquindo en el siglo XVII. La Colonia termina con la Independencia de Chile. A finales de 1930 comienza a parcelarse el sector al oriente del Canal San Carlos y en 1954, San Carlos de Apoquindo. En 1960 se construyen las primeras casas del fin de la avenida Apoquindo (esquina avenida Camino El Alba).
En octubre de 1970 se realizó el Festival de Piedra Roja en el sector de la Piedra Rajada (que la prensa llamó equivocamente Piedra Roja), primer festival hippie del país.

## Actualidad

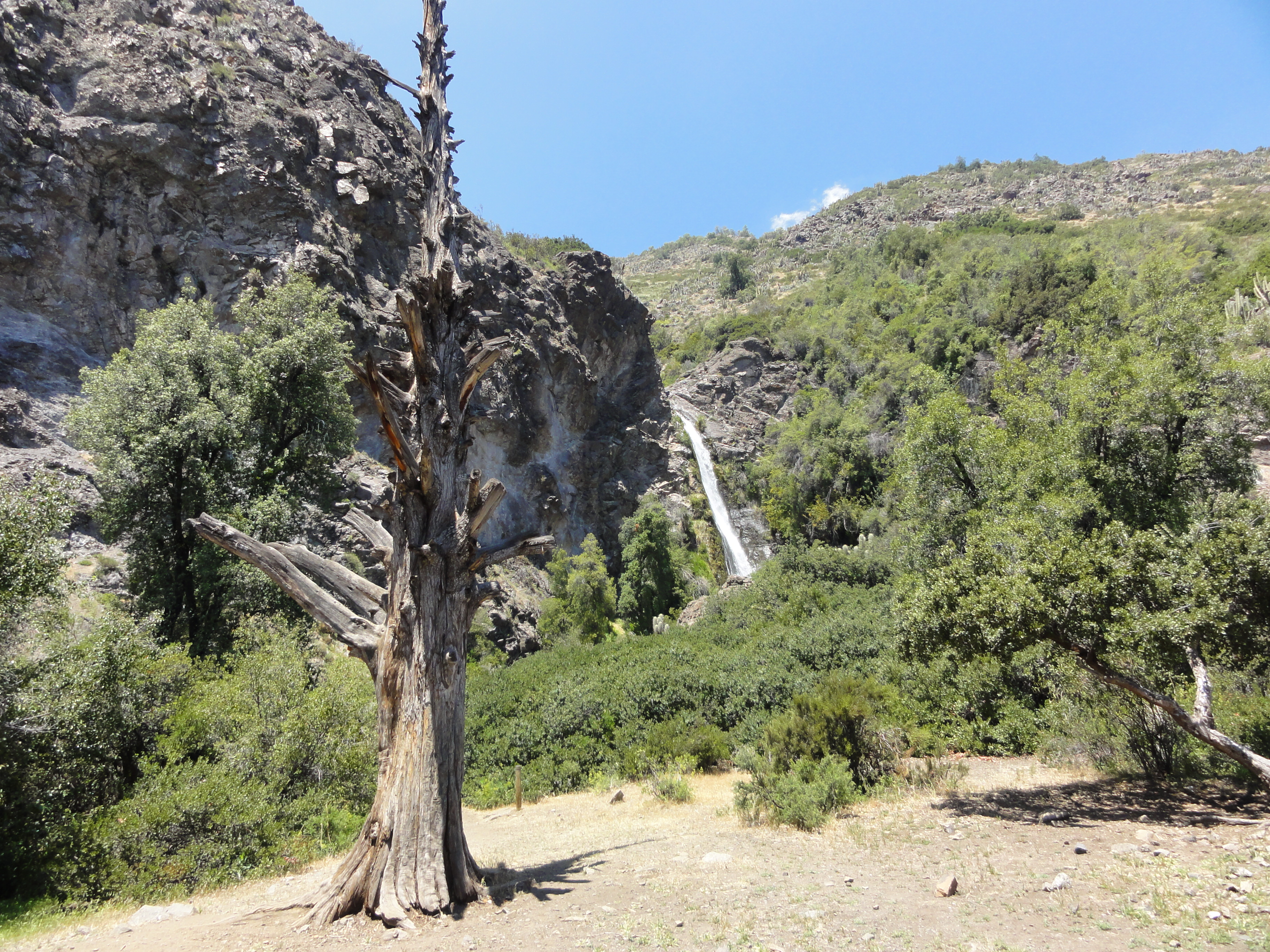
Salto de Apoquindo

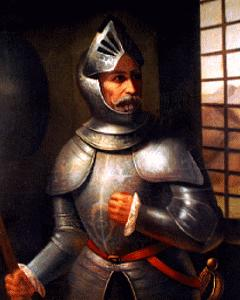
Alonso García de Ramón

Hacia 1950 la oficina de corretaje de propiedades de Carlos y Roberto Ossandón Guzmán hizo un loteo en el sector a base de parcelas de 5.000 metros, comenzando con la urbanización de la Villa Los Dominicos.

### Pueblito de Los Dominicos
Alrededor de 1978, con la aprobación de los padres dominicos, dos artesanos se instalaron a un costado de la iglesia aprovechando una antigua construcción de establos y bodegas. Sucesivamente fueron llegando más artesanos surgiendo espontáneamente un centro de artesanías, en el que los artesanos fueron construyendo sus talleres. De ahí lo pintoresco de este pueblo de artesanos, al que los visitantes comenzaron a llegar en gran cantidad, especialmente los días sábados. Todos quedaban cautivados por el ambiente campestre y natural del lugar. Se comenzó así a dar vida a una nueva corriente cultural. Finalmente la Municipalidad de Las Condes firmó un convenio con la Orden de Los Dominicos por el arriendo del recinto del pueblito y lo administra por medio de su Corporación Cultural.

### Salto de Apoquindo
Un lugar bello de Apoquindo y bastante ignoto es el salto de Apoquindo33°26′29.29″S 70°27′36.77″O / -33.4414694, -70.4602139, ubicado en la cuenca de Ramón.

 ....La ciudad de Santiago se provee de agua potable de la quebrada de Ramón, que se encuentra a 8 kilómetros de Santiago, sobre los contrafuertes de la cordillera. El agua de esta quebrada a pocos metros de su orijen,presenta una pintoresca i hermosa Cascada en que e1 agua cae de una altura como de 15 metros. El nombre de Ramón lo trae de1 gobernador de la colonia don Alonso García de Ramón, que gobernó interinamente desde 1600 a 1601 i en propiedad dede 1605 hasta su fallecimimto en 1607.
Enrique Espinoza, Jeografía descriptiva de la República de Chile : arreglada según las últimas divisiones administrativas, las más recientes esploraciones i en conformidad al censo jeneral de la República levantado el 28 de noviembre de 1895

### INACAP
En esta zona se encuentra la sede principal de INACAP, un importante centro de formación técnica y profesional de Chile.

### Iglesia de San Vicente Ferrer

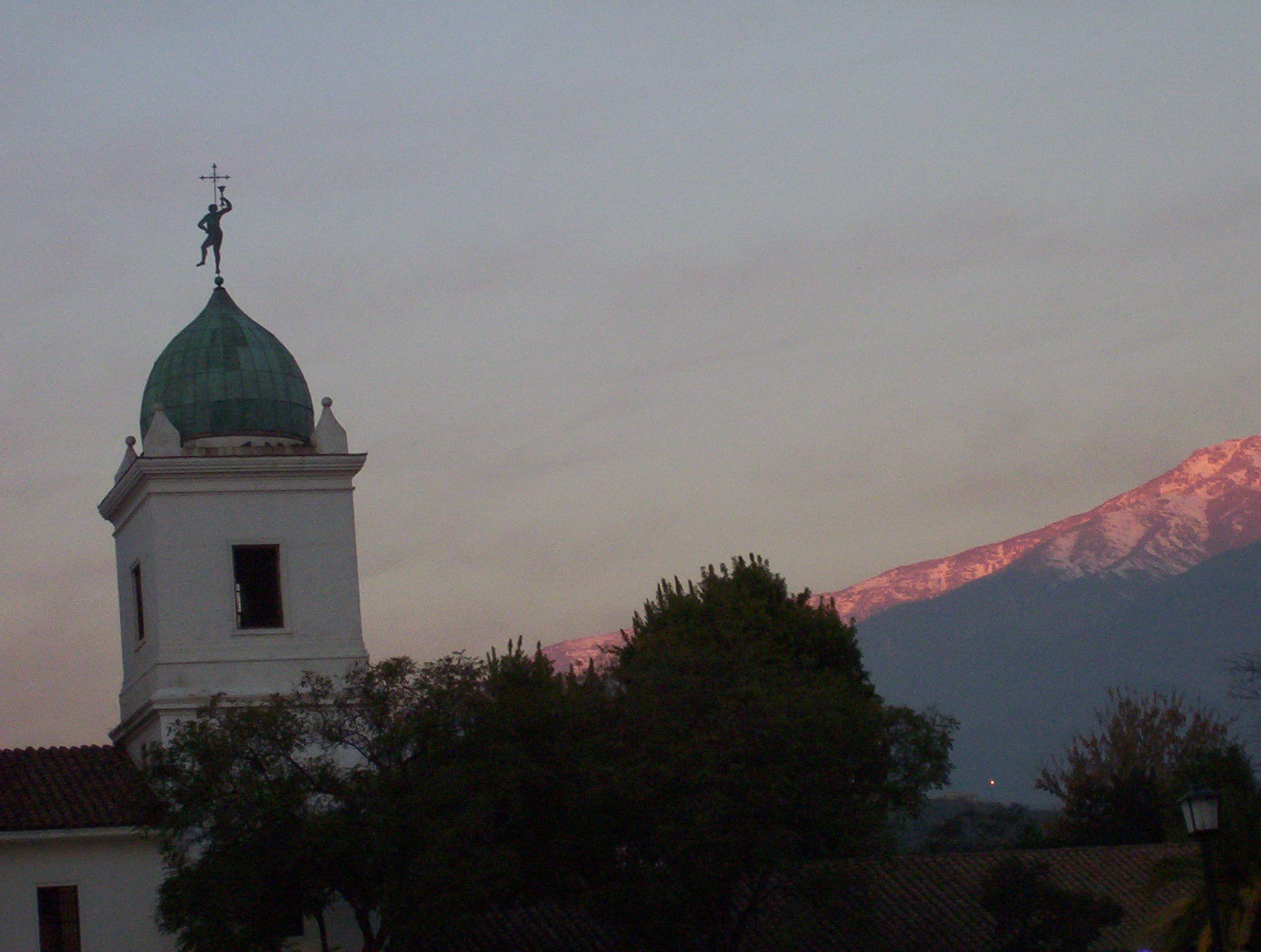
Torre de la Iglesia de San Vicente Ferrer con el Cerro Provincia atrás, sitio donde se ocultaron muchos derechistas durante la Guerra Civil de 1891.

Al final de la Avenida Apoquindo se encuentra la Iglesia de Los Dominicos, llamada oficialmente Iglesia de San Vicente Ferrer, templo católico construido el año 1809.

### Estación de metro
La inauguración del metro de Santiago marcó una nueva etapa en la historia del pueblito, al que hizo mucho más accesible. Entró en funcionamiento en enero de 2010, con su estación terminal Los Dominicos bajo el parque homónimo.

### Estadio Italiano
En la intersección de las avenidas Apoquindo y Las Condes se encuentra el estadio de la colonia italiana residente. Tiene diversas instalaciones deportivas y sociales incluyendo una piscina temperada.

### Centro Cultural de Las Condes
La Corporación Cultural de Las Condes y su Centro Cultural funcionan en la casa y parque de la antigua chacra El Rosario, ubicada en avenida Apoquindo N.º 6570. La casona, que data de 1853, perteneció al hermano de Santa Teresita de los Andes Luis Fernández del Solar, su último propietario particular, que la vendió en 1963 a la municipalidad; fue declarada, junto con su parque, Monumento Histórico el 12 de enero de 1981.

### Santa Rosa de Apoquindo

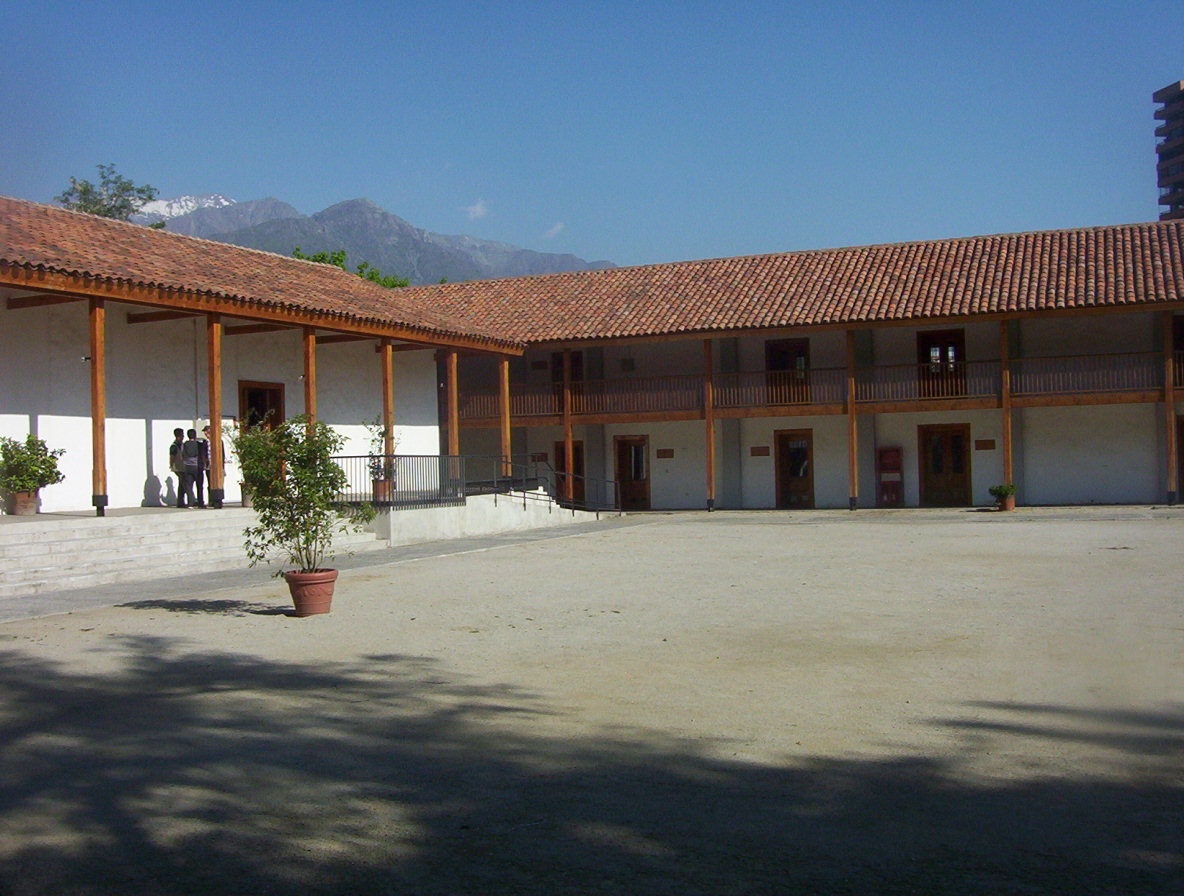
Santa Rosa de Apoquindo

Santa Rosa de Apoquindo es la casona que el presidente Manuel Blanco Encalada compró en 1859. Fue construida por la familia Coo Ureta en 1795 y en ella murió Blanco Encalada. El primer propietario de esas tierras fue Pedro de Valdivia, que las cedió en encomienda a Inés de Suárez, asignándole el pueblo de indios de Apoquindo para su servicio. Hoy alberga un centro cultural donde funcionan dos museos: la Colección Mac Kellar en la casona propiamente tal, que además, en otras salas organiza exposiciones de arte temporales, y el de la Chilenidad, en un cuerpo adyacente conocido como La Llavería.

### Observatorio astronómico nacional
En su cima está el Observatorio Cerro Calán del Departamento de Astronomía de la Universidad de Chile.

#### Historia
El 12 de octubre de 1962 llegó una misión soviética a cerro Calán, con 4 telescopios y unos 10 astrónomos rusos. Luego vinieron los europeos que andaban siguiéndoles la pista a los norteamericanos que habían llegado en 1957 con motivo del  Año Geofísico Internacional. El director del observatorio, Federico Rutllant, fue invitado a Washington para dar unas conferencias y allá leyó que la Universidad de Chicago, junto con la de Texas, pensaba poner un telescopio en Sudáfrica. Rutllant viajó entonces a Chicago a hablar con el director y le dijo que tenía que ir a Chile porque el cielo era mucho mejor, estaba mucho más cerca que Sudáfrica y el vuelo era más directo. Rutllant convenció a la gente del Instituto Carnegie para que mandaran un radiotelescopio, que pusieron en Maipú, el primero de Sudamérica. Después habló con los rusos.

#### Departamento de Astronomía
El Departamento de Astronomía (DAS) fue creado en 1965, como parte de la Facultad de Ciencias Físicas y Matemáticas de la Universidad de Chile.Para visitarlo es necesario contactarse con el Departamento de Astronomía de la Universidad de Chile, quienes inscriben a los interesados para organizar visitas. Las Visitas son los días lunes, miércoles y viernes.

#### Radiotelescopio
Un radiotelescopio de 1,2 metro capaz de hacer observaciones de monóxido de carbono interestelar fue inaugurado el viernes 21 de septiembre de 2011. El instrumento es capaz de mapear las regiones más densas de las nubes moleculares (donde se forman las estrellas) y de paso podrá confeccionar un mapa completo de monóxido de carbono en el cielo austral.

#### Cursos de astronomía comunitarios
El Departamento de Astronomía (DAS) de la Universidad de Chile, efectúa desde el 30 de septiembre de 2011 el curso “Las Estrellas: Qué son, Su Vida y Su Muerte”, con el fin de acercar esta disciplina a la comunidad.

## Flora y fauna
La Estación de Investigaciones Ecológicas Mediterráneas (EDIEM) se concretó en el año 2000 por la iniciativa de profesores del Departamento de Ecología de la Universidad Católica. Hoy es una realidad enclavada al interior del fundo San Carlos de Apoquindo, junto al bosque esclerófilo de la pre-cordillera de los Andes.

### Flora
Las especies empiezan a florar en agosto (Muehlenbeckia hastulata, Cestrum palqui, Porlieria chilensis) y solo el quintral (Tristerix corymbosus o T. tetrandus, llamado vulgarmente también quitral, cutral, ñipe o liga), una planta no arbustiva parasítica, florece en julio. Existen ejemplares de colliguaja (Colliguaya odorifera), que comienza a florar en mayo y termina en octubre. En la frutación, los quilos (Muehlenbeckia hastulata) y quintrales son los primeros en comenzar en el mes de octubre y el último en terminar es el palqui, parqui o hediondilla (Cestrum parqui). Existe el caso excepcional del quintral del quisco (Tristerix aphyllus), que comienza en junio y termina en noviembre. Las frutas y flores son similares a las que se encuentran en California.

#### Arbustos
Se observan ocho tipos de arbustos, todos en zonas expuestas  (salvo el huingán, Schinus polygamus, llamado también borocoi o boroco), seis en el suelo (a excepción de los citados quilos, Muehlenbeckia hastulata, y el huañil, Proustia cuneifolia).

#### Hierbas
Se pueden observar varias clases de vegetación herbácea bajo los litres (Lithrea caustica) y las colliguajas como:
- margaritas Chaetanthera flabellata
- alfilerillos o tachuelas Erodium cicutarium
- manzanillas del cerro Helenium aromaticum
- melosas o madias Madia
- almizcle Moscharia pinnatifida
- quilloiquilloi Stellaria chilensis y Stellaria cuspidata
- viravira Gnaphalium
- vinagrillo Oxalis lineata
- flor de la cuncuna Phacelia secunda
- maicillo Solenomelus
- bollén o guayo Kageneckia oblonga
- ñames y ocas Oxalis

### Fauna

#### Artrópodos

##### Insectos
Se observan diversas clases de coleópteros adultos y larvas, hemípteros, homópteros, mariposas en sus estados de adulto, larvas y pulas; y ortópteros

##### Arácnidos
Se observan diversos tipos de arañas y escorpiones.

#### Anfibios y reptiles
Se han observado sapos de rulo (Bufo chilensis), de lagartijas pardas u oscuras (Liolaemus fuscus) y lemniscatas (Liolaemus lemniscatus).

#### Mamíferos
En el pasado las tierras de Apoquindo tenían abundantes especies de mamíferos, entre ellos manadas de guanacos, pero la mayoría han sido desplazadas por los humanos. Todavía quedan en las quebradas cordilleranas el zorro culpeo y la cuya. Especies foráneas como la liebre no son abundantes por la caza excesiva así como el coruro nativo.

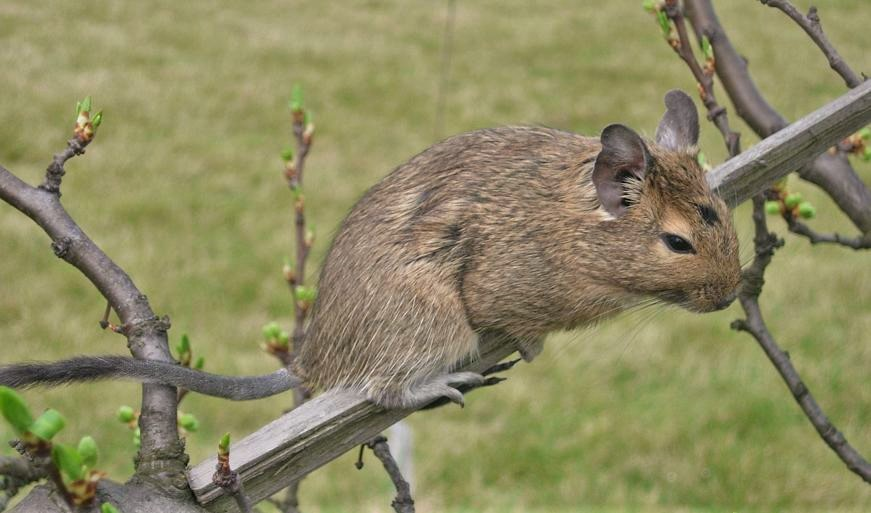
Degu

Los más frecuentes son los roedores (seis especies de ratones, uno de ellos marsupial):
- Abrocomidae
  - Abrocoma bennetti
- Cricetidae
  - Akodon longipilis
  - Akodon olivaceus
  - Ratón de cola larga
  - Phyllotis darwini
- Octodontidae
  - Degu
- Didelphidae
  - Thylamys elegans
- Leporidae
  - Conejo común o conejo europeo

#### Aves
Se observan en esta área precordillerana una serie de aves que han sido listadas desde el siglo XIX .